# Коле ди Шоре (Кјети)
Коле ди Шоре (итал. Colle di Sciore) је насеље у Италији у округу Кјети, региону Абруцо.
Према процени из 2011. у насељу је живело 36 становника. Насеље се налази на надморској висини од 385 м.